# Bodyguard (televisieserie)
Bodyguard is een Britse televisieserie van de BBC die uitgezonden wordt op BBC One.
Sinds eind 2018 wordt de serie door Netflix uitgezonden buiten het Verenigd Koninkrijk en Ierland. Het verhaal gaat over Police Sergeant David (Dave) Budd (Brigadier David Budd), een Britse oorlogsveteraan die lijdt aan PTSS. Hij werkt bij de Londense politie als persoonsbeveiliger en krijgt een promotie na een gebeurtenis waar hij buiten zijn werktijd bij betrokken raakt. Hij wordt gepromoveerd tot lijfwacht van de Minister van Binnenlandse Zaken, Julia Montague. Hij komt er al snel achter dat dit een invloedrijke politica is, die tegen al zijn waarden en normen in gaat.